# Jan van Eden
Jan van Eden  (Voorburg, 16 maart 1942) is een Nederlands kunstenaar. Hij studeerde wis- en natuurkunde in Groningen (stad) en Geologie in Leiden.

## Levensloop
Van Eden is in 1942 geboren in Voorburg. Na zijn afstuderen als geoloog werkte hij in Afrika, Zuid-Amerika en het Midden-Oosten. Als schilder is hij Autodidact. Hij begon met schilderen in de vroege zestiger jaren 1960-1969 en debuteerde in 1972 in de Amsterdamse galerie "De Sfinx". Sinds 1985 woont en werkt hij in Amsterdam. Vanaf 1987 is hij mede-eigenaar van de galerie Art Singel 100 te Amsterdam.  In 2010 richtten hij en zijn vrouw, Pepa Santolaria, de Fundacion vanES op met het doel een vaste bestemming te geven aan het verzamelde werk van de kunstenaars geassocieerd met de Amsterdamse Galerie en het oeuvre van Van Eden. De stichting is een officieel erkende culturele ANBI, een Algemeen nut beogende instelling. Het Museum in Sabayés Huesca (provincie) Spanje waarin het werk is ondergebracht is gratis publiekelijk toegankelijk.
Geboren in de Tweede Wereldoorlog en als 3-jarig kind ondergebracht bij familie gedurende de Hongerwinter ontwikkelde hij al vroeg een houding van onafhankelijkheid. In zijn studententijd schilderde hij als chroniqueur/Kroniekschrijver van zijn tijd portretten van generaals uit de Vietnamoorlog en werd gerefereerd aan de Dictatuur in Spanje onder Francisco Franco, in een vrije stijl geïnspireerd op het Expressionisme. Na zijn studie werd hij opgeroepen voor dienst in het Korps Mariniers en om Dienstplicht te vermijden vertrok hij de dag na afstuderen via Madrid, Rome, Nairobi, Lusaka (stad) en Kitwe naar de Zambiaanse Copperbelt. Hierna volgde een bewogen leven op drie Continenten als schilderend geoloog.

## Werk als geoloog
Als geoloog werkte hij o.a. voor de Leidse Universiteit aan Gravimetrische analyse en aan een studie van het Eoceen wat resulteerde in een publicatie in het tijdschrift Geologie en Mijnbouw Volume 49 (2), 1970 en in het onafhankelijk geworden Zambia voor een research afdeling waar destijds revolutionaire theorieën over het ontstaan van koperafzettingen werden ontwikkeld gerelateerd aan de Sedimentologie van ertslichamen, gepubliceerd onder zijn naam in Economic Geology Vol. 69, 1974, pp. 59–79. Hij reist voor zijn werk de wereld over tot zijn definitieve terugkeer in Nederland in 1985 en wordt lid van Nederlands oudste kunstenaarsgenootschap Arti et Amicitiae. Vanaf 1985 als kunstenaar afwisselend werkend in zijn ateliers in Amsterdam en Sabayes Aragón (regio).

## Ontwikkeling als schilder en werkwijze
citaat uit Antológica/Anthologie 1960-2002:
"De eerste impuls om te schilderen kwam van mijn bewondering voor de vooroorlogse Duitse expressionisten zoals Ernst Ludwig Kirchner, Max Beckmann, Paula Modersohn-Becker en Oskar Kokoschka naast kunstenaars die in Parijs werkten als Chaïm Soutine en Georges Rouault. Erotiek, Politiek, de grote sociale vraagstukken, een rusteloze zoektocht volgde om een stortvloed aan ideeën vorm te geven. Thema's komen voort uit mijn toewijding aan het wereldgebeuren. Vanwege het belang van de inhoudelijke context in mijn werk zoek ik naar een aanpak die het onderwerp het krachtigst weergeeft en ontwikkel de stijl dienovereenkomstig. Hoewel mijn oeuvre sinds het prille begin duidelijk persoonlijke elementen heeft, heb ik continu geëxperimenteerd en mijn werk laten beïnvloeden door kunstenaars die ik bewonder, zoals Francis Bacon (schilder) en Antonio Saura. Stijlcitaten in het werk zijn fundamenteel om verbanden te leggen met de Kunst en Cultuur van de tijd waarin we leven, om de sfeer daarvan op te roepen."
De menselijke figuur is een constante in zijn werk, meestal op zichzelf teruggeworpen. Hij geeft uitdrukking aan een modern egocentrisch levensgevoel, waarin het menselijke contact van slechts voorbijgaande aard lijkt te zijn. Hij zoekt op intuïtieve wijze naar de verbeelding van relaties tussen mensen op weg naar een ongewisse bestemming, veelal door het samenvoegen van personen op losse panelen.
In het nieuwe millennium richt hij zich voornamelijk op politiek problematische thema's van de 21e eeuw aangaande Palestina (staat) en oorlogssituaties zoals in Angola, Libië en Irak. Scènes van marteling in de Abu Ghraibgevangenis en de nucleaire wapenwedloop sinds Hiroshima (stad)  worden weergegeven in een realistische stijl, veelal in zwart/wit en gebaseerd op historisch fotomateriaal.

## 2015 – heden
Na het overlijden van Pepa Santolaria, zielsverwant en liefde van zijn leven († 2015) afkomstig uit Sabayés, Huesca in Spanje die hij leerde kennen tijdens zijn omzwervingen door Europa zette hij galerie Art Singel 100 voort - meer dan 30 jaar actief en daarmee een van de oudste galeries van Amsterdam - met praktische ondersteuning van beeldend kunstenaar Harry van der Woud naast medewerking van kunstenaars in Nederland zowel als Spanje die geassocieerd zijn met de galerie. Een volledige lijst van kunstenaars is te vinden op de homepage van de galerie. Evenals een terugblik op tentoonstellingen als Anton Martineau leeft! (2018). De geschiedenis van de galerie is ruim gedocumenteerd op de website. Een volledige samenvoeging van de Amsterdamse galerie met, en onder beheer van, de Fundación vanES ligt in het verschiet.

## Exposities, een selectie
- 1972. Galerie De Sfinx, Amsterdam.
- 2002. ‘Antológica/Anthologie’ 1960-2002, Diputación de Huesca (stad), Spanje.
- 2004. ‘Streetscenes’ galeria Pepa Rebollo, Zaragoza (stad), Spanje.
- 2007. ‘waarnemer in de chaos : schilderijen/ el observador ante el caos : pintura.’, Fundacion Alcort, Binéfar, Spanje.
- 2009. 'In transit', galerie Witt, Dordrecht.
- 2009. 'Miradas contra el olvido 1948-2009', Luis Buñuel Film Center, Calanda (gemeente), Spanje.
- 2012. 'Dutch Scenes', Samalgundi, New York (stad), USA (groep).
- 2013. 'Posing in an unreal world', Sala Dalmau, Barcelona (Spanje), Spanje.
- 2014. Schilderijen en fotocollages, galerie Walravens, Leuven.

## Publicaties o.a.
- van Eden, Jan. Antológica/Anthologie  1960-2002. Koninklijke Bibliotheek Den Haag: Basisclassificatie: 21.00 Schilderkunst: algemeen.
- van Eden, Jan. el observador ante el caos : pintura/waarnemer in de chaos : schilderijen. Koninklijke Bibliotheek Den Haag: Basisclassificatie: 21.02 geschiedenis van de Schilderkunst